# メイン・テーマ (映画)
『メイン・テーマ』は、1984年に角川春樹事務所が製作した日本の青春映画である。森田芳光監督。主演は薬師丸ひろ子、野村宏伸。
原作＝片岡義男とクレジットされているが、カドカワノべルズから出版された小説版『メイン・テーマ』と映画とはほとんど別作品である。ただ、ダットサントラック4WDで旅に出る青年など、映画と共通するキャラクターや部分的に重なるストーリーはある。片岡は初めから映画化を考え、20歳の薬師丸を意識して書き下ろした。
『愛情物語』との2本立てで、配給収入18億5000万円のヒットとなった。1984年の邦画で2位。

## ストーリー
幼稚園の教員だった小笠原しぶき（薬師丸ひろ子）はひょんなことで退職を余儀なくされ失業する。そんな中、房総の海岸で見習いマジシャン（野村宏伸）と偶然出会い、彼と4WDでの旅に出る。しぶきの目的地は大阪。かつて幼稚園で面倒を見ていた子供が、親の転勤で転園していったのだが、その子供の父親（財津和夫）に心惹かれていたからだった。

## キャスト
小笠原しぶき
演 - 薬師丸ひろ子
19歳で、本作の終盤で20歳の誕生日を迎える。幼稚園教諭で、以前から園児の保護者・御前崎渡に片思いしている。作中では、「顔はかわいい」と評されたりモデルにスカウトされるぐらい容姿に魅力があるが、本人は胸が大きくないことを気にしている。一見素直そうな性格だが、恋愛に関しては自分のことを棚に上げたり、とぼける発言をすることがある。大阪に引っ越した渡に会いに行くが、ある日健という若者と知り合ったことで心が揺れ動く。その後姉・しずく夫妻の家がある沖縄へと向かい、健と再会する。
大東島健
演 - 野村宏伸
見習いマジシャン。全国のイベントに出演しながら車で各地を周っていたところ、とある海辺でしぶきと知り合う。沖縄県出身で、車で実家に一時帰宅しに行く。愛車はダットサントラック、荷台にはマジックで使う色々な仕掛けがある大きな箱を積んでいる。沖縄の海開きの会場でマジックショーを披露する。
御前崎渡
演 - 財津和夫
幼稚園児・カカルの保護者。これまでカカルを車で幼稚園まで送迎してきたため、担当保育士であるしぶきとも顔見知り。大阪万博のような景気再興を願う上層部からの指示で、冒頭で大阪に転勤になり、妻がいる関西に引っ越す。物腰が柔らかく紳士的な性格だがプレイボーイで、妻子持ちなのに雅世子と交際し、しぶきとも2人だけで食事をするなどしている。愛車は白いスカイライン。しぶきからは、カカルが幼稚園を転園するまでシングルファザーに思われていた。関西に行った後、雅世子を追って沖縄に訪れる。
伊勢雅世子（いせかよこ）
演 - 桃井かおり
渡の愛人。ジャズシンガー。冒頭で転勤することになった渡を追って大阪に向かい、その途中の浜松で健やしぶきと知り合う。ただし、しぶきとはお互いに渡を介して接点があることを知らない。後日沖縄で再会した健から好意を寄せられるようになる。健に気のあるような素振りを見せるが本命は渡なため、恋敵のしぶきから文句を言われる。
御前崎由加
演 - 渡辺真知子
関西のとある山の上の高級住宅地の豪邸に暮らしており、冒頭で渡とカカルも引っ越してくる。後日、“カカルの元担当保育士”として邸宅に泊りがけで遊びに来たしぶきと出会う。ちなみに邸宅がある住宅地には車などが通る一般道の他、最寄り駅と麓の駅を結ぶケーブルカー(作中では、兵庫県神戸市の須磨浦ロープウェイと思われる「うみひこ」が登場している)で行き来している。買い物好きで神戸市までショッピングに行くなどしている。後日渡としぶきの関係を疑い、彼女に「生活のペースが乱れるからそろそろ帰ってほしい」と告げる。
御前崎カカル
演 - 中沢亮
渡と由加の息子。幼稚園児で、クラスの担当保育士であるしぶきを慕っている。冒頭で幼稚園の友達と別れた後、由加が暮らす大阪の自宅で親子3人で暮らし始める。電車が好きなのか、大阪の自室ではプラレールらしき鉄道のおもちゃを所有するようになる。ちなみに家族の朝食は、由加はコーンフレーク、渡は和食、カカルはトーストとそれぞれ好きなものを食べている。その後沖縄に行く渡に付いて行く。
千歳しずく（旧姓・小笠原）
演 - 太田裕美
しぶきの姉。現在は沖縄在住で、ローカルラジオ局で働いている。夫と暮らす新しい自宅にしぶきが初めて訪れる。その夜国夫と共にしぶきを繁華街に案内し、スロットマシンやライブ演奏を聞いて楽しく過ごす。
千歳国夫
演 - ひさうちみちお
しずくの夫でしぶきの義兄。漫画家。在宅勤務をしており、ファクシミリを用いて東京の夕刊紙に『きのうのできごと』という一コマ漫画を連載している。おっとりした性格で飄々としている。しぶきが泊りがけで遊びに来た後、自宅にやって来た渡に気を遣って買い物に行くフリをして2人きりにしてあげる。
エリ
演 - 戸川純
しずくの友人。沖縄の放送局でパーソナリティとしてローカル情報を届けている。マジシャンとして修行中の健をラジオ番組のゲストに迎えトークする。漫画家の国夫の弟子で、イラストを描くのが得意。ラジオ局にやって来たしぶきのために、しずくの家までの地図を描いてあげる。
健の両親
演 - 父・大東島一郎太（浜村純）、母・きぬ代（弓恵子）
夫婦共にユニークな性格でノリが良く、久しぶりに自宅に帰ってきた健に、死んだふりをして出迎える。父は数日後、息子の友人の前で瞬間移動マジックを見せる息子に協力して大きな箱に入る。
大東島健の友人
演 - 野中幸市
沖縄に住む健の友人。地元の友達2人と、沖縄に一時帰宅した健の4人で数日間に渡って遊んだりする。後日友人たちと女性2人をナンパして知り合った女性や健と雑談を交わす。
鳥島
演 - 小倉一郎
撮影スタッフ。ある時若い女性モデルを被写体に街なかで写真を撮っていた所、偶然通りかかったしぶきに魅力を感じてモデルになるよう誘う。数日後沖縄で偶然しぶきと再会する。
四日市始
演 - 加藤善博
プロのマジシャン。健の父親の知人で健とも顔見知り。雅世子とは以前成田にいた時に知り合った。カードマジックや切断マジックが得意だが、マジックの本番前に切断マジックの相手役の女性がいなくなったため、浜松に滞在中に再会した健に「代わりの（できればボインの）女性を連れてきてほしい」と頼む。そのショーの最中、偶然会場内に現れたしぶきを切断マジックの相手役として指名する。
御前崎由加の父
演 - 細川隆一郎
カカルが邸宅て暮らし始めた数日後、由加が暮らす大阪の自宅に訪れ、洗濯物を干す娘に声をかける。
大阪の客
演 - 小松政夫
大阪のとあるジャズクラブの客。クラブで女性歌手が歌うジャズを聞きながら、たまたま隣の席に座った渡と雑談を交わす。
ジャズクラブ歌手
演 - 松川ナミ、渡辺良子
ジャズクラブAのマスター
演 - 伊藤克信
沖縄のとあるクラブで働く。ある日雅世子の居場所を探しに、渡が店にやって来る。
ジャズクラブBのマスター
演 - 佐藤恒治
沖縄のライブハウスで演奏するバンド
演 - 林賢バンド（現・りんけんバンド）
しぶきと千歳夫妻が客として訪れたライブハウスで、バンドが歌唱する。
（役名不明）
演 - 黒川ゆり（第10代クラリオンガール）

## スタッフ
- 監督・脚本：森田芳光
- 助監督：金子修介
- 原作：片岡義男
- 主題歌「メイン・テーマ」 - 作詞:松本隆、作曲：南佳孝、歌：薬師丸ひろ子
- 挿入歌「スロー・バラード」 - 作詞:松本隆、作曲：南佳孝、歌：薬師丸ひろ子
- マジック監修：引田天功 (2代目)

## 劇中歌
- こぶたぬきつねこ（歌：薬師丸ひろ子） - 山本直純作詞・作曲の童謡
- オール・オブ・ミー （歌：桃井かおり） - ポピュラー・ソング、かつ、ジャズのスタンダード・ナンバー
- 素敵なあなた （歌：桃井かおり） - ジャズのスタンダード・ナンバー

## 製作
1983年の夏の終りにラジオ番組の企画で、片岡義男が軽井沢で角川春樹と久しぶりに会い、角川から「来年（1984年）夏に森田芳光監督、薬師丸ひろ子主演で映画を一本公開したいと思っているからその映画の原作小説をカドカワノべルズの一冊として書いてほしい」という依頼を受けた。前述のようにこの片岡の原作小説と映画は別作品で、片岡も小説の映画化とか考えてなく、自身の小説をきっかけとして製作された映画と割り切っているという。映画の公開時には片岡の小説版が二巻まで出ており、当初の構想では全十巻の長編になる予定だったが、三巻で中断している。
映画の製作が正式に報道されたのは1983年11月か12月ころ。薬師丸ひろ子は慢性虫垂炎で苦しんでいたが、『里見八犬伝』の撮影終了後の1983年11月17日に手術を行った。マスメディアは薬師丸のビキニは将来に渡って見れないと報じた。本作は20歳になる薬師丸の大人の女性を見せるという触れ込みだったが、ウィンドサーフィンをするシーンはスクール水着のような水着を着る。

### 監督選定
片岡は無名時代の森田芳光が8ミリで撮った自主映画『ライブイン茅ヶ崎』(1978年)を当時の『キネマ旬報』で褒めたことがあり、片岡があまりに褒めるので角川春樹も『ライブイン茅ヶ崎』も観たくなり、1978年頃、日本ヘラルドの試写室で、片岡、森田監督、原正人らも同席して同作を観た。片岡は盛んに森田の商業映画での監督起用を勧めたが、角川は8ミリでは判断がつかず、森田の角川映画での監督起用は断っていた。森田が日本ヘラルドから『の・ようなもの』で商業映画デビューするのはこのときの縁。森田は以降、自主映画出身監督として実績を上げたことから、1983年の『探偵物語』製作中に角川から正式に森田に本作の監督依頼を行った。しかし森田が『家族ゲーム』の製作を先に決めていたため、製作開始は1984年になった。

### 脚本・演出
森田としても同世代の相米慎二、根岸吉太郎が薬師丸主演で映画を撮っているため、負けてはいられないというライバル心もあった。角川から片岡の原作は自由に変えていいと言われたため、森田は登場人物の名前やストーリーも原作とは異なる脚本を書いた。角川は『バラエティ』での森田との対談で森田シナリオを絶賛し、初めて一発でOKを出した。
森田は公開時の『プレイガイドジャーナル』のインタビューで「ぼくは、薬師丸ひろ子のスター映画を作ろうと思っていない。『メインテーマ』というスーパースターを作ろうとした。作品がつまらなかったら、その女優は主演女優賞に値しないと思う。僕は薬師丸がどう言おうとどう感じようと、強引に作品として持っていった。それより今回は『愛情物語』との2本立てという存在自体がプレッシャーだった。『の・ようなもの』も『家族ゲーム』も『ときめきに死す』もやっぱり特定少数という映画マニアとかある種のジャーナリズムの人は喜んだけど、一般的には、森田と言うのはそれほど有名じゃない。そういう意味じゃ『メインテーマ』は、森田をポピュラーにするための、僕の試金石だと思う。そのためにはストーリーが非常に単純であっても、ぼくの仕掛けが全然分からなくても映画として見れるという安全牌を残しておかなければいけない」などと述べた。
同時上映の『愛情物語』は角川春樹監督で、製作費も上映時間を本作と同じく1時間40分に定め、角川は「森田とどっちが面白いか」という勝負を挑んだ。

### 運転免許
薬師丸は『里見八犬伝』（1983年）の撮影中、本作『メイン・テーマ』の撮影で自動車運転免許が必要になり教習所に通った。同時期同じ教習所に竹内まりやが通っていた。

### オーディション
野村宏伸は東映映画宣伝部が主催した「メイン・テーマオーディション」（「薬師丸ひろ子の相手役募集」）オーディションに妹が応募して、23,486人の中から森田芳光に選ばれ合格した。野村は500万、妹は100万の賞金を得た。唐沢寿明もこのオーディションに参加しており、最終審査まで行ったという。このとき野村が「将来は何になりたいか」という質問に「サラリーマンになりたいです」と答えたので印象に残ったという。津田寛治もこのオーディションを受け落選している。

### キャスティング
チューリップのリーダー財津和夫は、映画初出演とラブシーンを演じる（相手は桃井かおり）ということで話題になった。
財津に加え、御前崎渡（財津和夫）の妻・御前崎由加を演じる渡辺真知子や、千歳しずくを演じる太田裕美と本業歌手の者も登場する。ニューミュージック系歌手の役者業の進出は武田鉄矢を嚆矢とするものだが、本業役者の中に歌手一人ならまだいいが、本業歌手の者が大量に出演し、かつ新人野村宏伸が棒読みで、セリフが聞き取り辛い映画になっている。
ニッポン放送をキーステーションに全国30局ネットで放送された「20歳のバースディパーティー 薬師丸ひろ子のオールナイトニッポン」の司会・進行役を務めたニッポン放送アナウンサー（当時）の塚越孝が出演していた。

### 撮影
1984年2月24日クランクイン。主舞台となる沖縄ロケは1984年3月6日から。森田監督は「今回は映画のシーンとしての旅をしています。千葉、浜松、須磨、沖縄と各々トーンを変えています。浜松ではカメラの前田米造さんにあえてヘタなカメラをやってくれと頼みました。浜松のパートはドラマがあまりないので難しく、撮影は最後にしました。映画の中でお客さんが旅に出ることをやったんです。至るところで仕掛けを用意しています。一回見ただけでは気付かないところが随分あります。例えばおそらく日本映画では初めてだと思いますが、漫画的なギ音の効果とか、変なところで音の色々な仕掛けを導入しています。モーテルのくだりの群衆のノイズとか…「『ときめきに死す』はすごく好きな映画なのですが、ただエキストラが難点だった。（ほぼエンディングの）ジュリーが歩いているところで、自分の宗教団体の会長を迎えるという顔をしてない人がいた。もう、非常に腹が立った。俯瞰になって、豆粒みたいになっても、それが出ている。エキストラは人数だけではいけない。そのときの芝居を知ってないといけないと思う。今回はそれを克服しているわけです」などと述べている。
角川春樹事務所の番頭・古澤利夫（藤峰貞利）の著書で、薬師丸の独立を画策し、薬師丸のパブリシティの窓口として角川映画に高額なコーディネート料を請求していたと古澤から批判されている東映洋画のE君、こと遠藤茂行は「ベテラン女優・桃井かおり、新人の野村、その中でどんな芝居をやったらいいかで、薬師丸はずいぶん考えていたみたいです。それが実は森田監督の狙いでもあったんですよ。既存のひろ子のイメージを壊すところからスタートした。だから乗ると声を張り上げるくせを彼女にやめさせたし、全体のトーンを考えながら演技を要求したようだ。彼女はその中で迷い、悩み、考えながら、桃井かおりのアドバイスを受け、新しい女性像も創り出したんです」と述べた。
当時普及が図られたパーソナル無線が劇中に登場する。クラリオンのパーソナル無線機のテレビCMでも本作の一場面が使われた。
上映時間は最初から1時間40分と決められていた。しかし撮影したら2時間半になり、編集でかなりカットし、森田自身も「話が分からなくなった」と述べている。
沖縄ロケが天候に恵まれず、予算をオーバーしたため、『愛情物語』も予算を増やし、最終的に同額とした。

## ロケ地

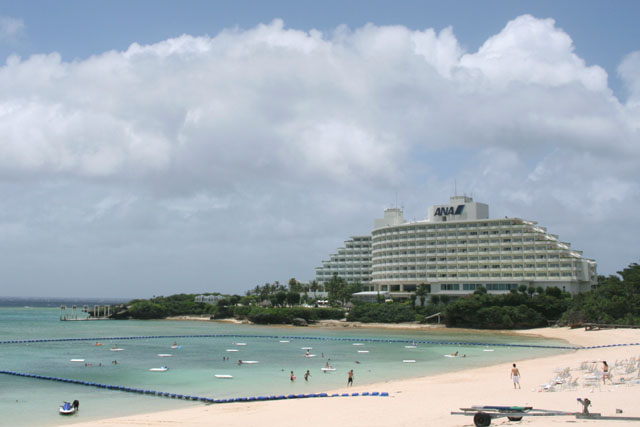
万座ビーチホテル&リゾート

- 千葉県[10]
- 静岡県
  - 浜松市[10]遠鉄ホテルエンパイア（現在のホテルウェルシーズン浜名湖）
- 大阪府
  - 大阪市梅田
- 兵庫県
  - 神戸市神戸ポートピアホテル[16]、須磨浦ロープウェイ、山陽電気鉄道須磨浦公園駅[10][16]
- 沖縄県
  - 浦添市極東放送[17][18]、A&W沖縄牧港店[17]
  - 那覇市国際通り[19]、前島[18]、沖縄都市モノレール線旭橋駅、比屋根（ひやごん、オーラス前のラブホテル）[注 3]
  - 豊見城市瀬長島[17][18][19]
  - 宜野湾市大山[18]
  - 国頭郡本部町健堅[注 4]
  - ラストシーンは国頭郡恩納村万座毛の万座ビーチ。万座ビーチホテルがオープンした年に撮影された。

## 作品の評価

### 映画批評家レビュー
『週刊平凡』1984年7月20日号「五ツ星採点表」、白井佳夫「森田監督はどんな題材もワンパターンの才気型映像演出で映画にしてしまうのでつまらない（5点／10点満点）」、藤枝勉「この映画を認知するのは高校や大学の映画同好会のみ。期待の森田監督の演出観に疑問（5点／10点満点）」、渡辺祥子「少女の部分を純粋培養されたひろ子ちゃんがイイけど、ひどい水着を着せたアホはだれだ!？（7点／10点満点）」。
『シティロード』は「流行監督モリタが片岡義男原作とひろ子姫を得て、いかにも夏向きにカルーく、CFのパッチワークのようにいろいろやって見せてくれる異色青春ムービー」などと評している。

### 賞歴
- 第8回日本アカデミー賞 新人俳優賞（野村宏伸）[21]

## 関連商品

### Blu-ray / DVD
- 薬師丸ひろ子限定プレミアムBOX（4枚組 DVD-BOX）（2001年12月21日、角川エンタテインメント、KABD-147） - 『セーラー服と機関銃 完璧版』、『メイン・テーマ』、『翔んだカップル（完全オリジナル版）』、特別ディスク「薬師丸ひろ子 カンペキ盤」をセットにしたDVD-BOX。
- メイン･テーマ（DVD）（2001年12月21日、角川エンタテインメント、KABD-148）
- メイン･テーマ デジタル・リマスター版（DVD）（2011年6月24日、角川映画、DABA-0807）
- メイン･テーマ ブルーレイ（Blu-ray Disc）（2012年9月28日[22]、角川映画、DAXA-4263）
- メイン･テーマ 角川映画 THE BEST（DVD）（2016年1月29日[23]、KADOKAWA、DABA-91123）

### サウンドトラック
音楽は塩村修が手がけた。サウンドトラックは1984年8月1日に東芝EMIより発売された。
トラックリスト
| #         | タイトル                                        | 作詞      | 作曲・編曲 | Vocal        | 時間 |
| --------- | ----------------------------------------------- | --------- | ---------- | ------------ | ---- |
| 1.        | 「プロローグ （メイン・テーマ）」               |           |            |              | 1:24 |
| 2.        | 「ファースト・コンタクト （スロー・バラード）」 |           |            |              | 2:56 |
| 3.        | 「浜松ミステリアス・ナイト」                    |           |            |              | 2:30 |
| 4.        | 「スロー・バラード」                            |           |            | 薬師丸ひろ子 | 4:36 |
| 5.        | 「JOTF1251 KHz」                                |           |            |              | 2:20 |
| 6.        | 「オール・オブ・ミー」                          |           |            | 桃井かおり   | 2:11 |
| 7.        | 「渚の二人」                                    |           |            |              | 3:08 |
| 8.        | 「こぶたぬきつねこ」                            |           |            | 薬師丸ひろ子 | 1:23 |
| 9.        | 「4WDのバラード （スロー・バラード）」          |           |            |              | 2:35 |
| 10.       | 「メイン・テーマ」                              |           |            | 薬師丸ひろ子 | 3:26 |
| 11.       | 「揺れる心 （メイン・テーマ）」                 |           |            |              | 1:16 |
| 12.       | 「シーサイド・バウンド」                        |           |            |              | 4:21 |
| 13.       | 「君にマジック」                                |           |            |              | 1:38 |
| 14.       | 「素適なあなた （BEIMIR BIST DU SCHON）」       |           |            | 桃井かおり   | 4:03 |
| 15.       | 「エピローグ」                                  |           |            |              | 3:53 |
| 合計時間: | 合計時間:                                       | 合計時間: | 41:47      |              |      |

### 書籍
- 『シナリオ メイン・テーマ』（角川文庫 / 1984年6月発行 / ISBN 4041371988）
- 『メイン・テーマ カドカワフィルムストーリー』（角川文庫 / 1984年8月発行 / ISBN 4041595029）
  - 映画のストーリーをスチル写真により再現した文庫。

## テレビ放映
- 1985年10月2日、日本テレビ系列『特別ロードショー』でテレビ初放映。1987年1月9日には同局の『金曜ロードショー』で再放送が行われた。